# Jeremiah Martin
Jeremiah Martin, né le 19 juin 1996 à Memphis au Tennessee, est un joueur américain de basket-ball. Il évolue au poste de meneur.

## Biographie

### Carrière universitaire
En octobre 2015, il entre à l'université de Memphis. Il était auparavant au lycée Mitchell à Memphis, au Tennessee. Entre 2015 et 2019, il joue pour les Tigers de Memphis.
En 2015-2016, pour sa première saison, il est titularisé cinq fois et a des moyennes de 2,7 points et 1,2 passe décisive par match.
Pour sa deuxième année, il est le meneur titulaire de l'équipe et des moyennes de 10,3 points, 4,4 passes décisives (leader de son équipe) et 1,8 interception par match.
Pour sa troisième année, Martin a des moyennes de 18,9 points, 4,3 rebonds, 3,8 passes décisives et 2,3 interceptions par match (leader de l'American Athletic Conference) et est nommé dans le second meilleur cinq majeur de l'ACC bien qu'il ait manqué sept rencontres en raison d'une blessure au pied.
En 2018-2019, pour sa saison de sénior, Martin est titularisé sur les 36 matches qu'il dispute et est nommé dans le meilleur cinq majeur de l'ACC avec des moyennes de 19,7 points, 4,4 passes décisives, 4,3 rebonds et 2,19 interceptions par match. Il termine meilleur marqueur de son équipe avec 708 points (le second meilleur total par un joueur de quatrième année dans l'histoire de Memphis), au nombre de paniers réussis (220), de lancers-francs réussis (202), de passes décisives (157), interceptions (79) et minutes jouées (1 236). Il devient le premier joueur de l'histoire de l'université de Memphis à réaliser plusieurs matches à 40 points ou plus après avoir marqué 41 points (tous en seconde mi-temps) contre South Florida le 2 février 2019, et 43 points (son record en carrière) contre Tulane le 20 février 2019.
Il termine ses quatre années universitaires en étant le 10e meilleur marqueur de l'université avec 1625 points et 436 passes décisives.
Après sa dernière année universitaire, Martin participe au Portsmouth Invitational Tournament et est nommé dans le meilleur cinq majeur du tournoi avec des moyennes de 15 points, 5,6 passes décisives et 5,3 rebonds en trois matches.

### Carrière professionnelle
Le 20 juin 2019, après avoir effectué des essais avec plusieurs équipes, il n'est pas sélectionné lors de la draft 2019 de la NBA.
Le 12 juillet 2019, il signe au Heat de Miami avec qui il participe aux NBA Summer League de Las Vegas et de Sacramento où il a des moyennes de 7,7 points et 2,3 passes décisives en sept matches.
Le 18 janvier 2020, il signe avec les Nets de Brooklyn un contrat two-way de deux ans. Le 22 décembre 2020, il est coupé par les Nets de Brooklyn.
En avril 2021, il signe un contrat two-way en faveur des Cavaliers de Cleveland.

## Palmarès

### Distinctions personnelles
- First-team All-AAC (2019)
- Second-team All-AAC (2018)
- Tennessee Mr. Basketball (2015)

## Statistiques

### Universitaires
| Saison    | Équipe   | Matchs | Titul. | Min./m | % Tir | % 3pts | % LF | Rbds/m. | Pass/m. | Int/m. | Ctr/m. | Pts/m. |
| --------- | -------- | ------ | ------ | ------ | ----- | ------ | ---- | ------- | ------- | ------ | ------ | ------ |
| 2015-2016 | Memphis  | 29     | 5      | 13,8   | 33,3  | 30,0   | 63,6 | 1,07    | 1,17    | 0,83   | 0,24   | 2,72   |
| 2016-2017 | Memphis  | 32     | 31     | 34,8   | 45,1  | 28,2   | 67,3 | 3,06    | 4,44    | 1,81   | 0,72   | 10,25  |
| 2017-2018 | Memphis  | 27     | 26     | 34,7   | 44,4  | 32,7   | 78,4 | 4,26    | 3,81    | 2,26   | 0,63   | 18,89  |
| 2018-2019 | Memphis  | 36     | 36     | 34,3   | 45,1  | 34,6   | 76,2 | 4,25    | 4,36    | 2,19   | 0,64   | 19,67  |
| Carrière  | Carrière | 124    | 98     | 29,7   | 44,1  | 32,5   | 74,5 | 3,20    | 3,52    | 1,79   | 0,56   | 13,10  |

## Records sur une rencontre en NBA
Les records personnels de Jeremiah Martin en NBA sont les suivants, :
| Type de statistique        | Saison régulière | Saison régulière          | Saison régulière | Playoffs | Playoffs             | Playoffs     |
| Type de statistique        | Record           | Adversaire                | Date             | Record   | Adversaire           | Date         |
| -------------------------- | ---------------- | ------------------------- | ---------------- | -------- | -------------------- | ------------ |
| Points                     | 24               | @ Magic d'Orlando         | 11 août 2020     | 5        | @ Raptors de Toronto | 17 août 2020 |
| Paniers marqués            | 8                | 2 fois                    | 2 fois           | 2        | @ Raptors de Toronto | 17 août 2020 |
| Paniers tentés             | 15               | @ Magic d'Orlando         | 11 août 2020     | 6        | Raptors de Toronto   | 21 août 2020 |
| Paniers à 3 points réussis | 2                | @ Celtics de Boston       | 5 août 2020      | 1        | 3 fois               | 3 fois       |
| Paniers à 3 points tentés  | 5                | Magic d'Orlando           | 31 juillet 2020  | 2        | 2 fois               | 2 fois       |
| Lancers francs réussis     | 7                | @ Magic d'Orlando         | 11 août 2020     | 1        | Raptors de Toronto   | 23 août 2020 |
| Lancers francs tentés      | 8                | @ Magic d'Orlando         | 11 août 2020     | 1        | Raptors de Toronto   | 23 août 2020 |
| Rebonds offensifs          | 1                | @ Bucks de Milwaukee      | 4 août 2020      | -        | -                    | -            |
| Rebonds défensifs          | 2                | 3 fois                    | 3 fois           | 2        | Raptors de Toronto   | 21 août 2020 |
| Rebonds totaux             | 3                | @ Bucks de Milwaukee      | 4 août 2020      | 2        | Raptors de Toronto   | 21 août 2020 |
| Passes décisives           | 6                | @ Magic d'Orlando         | 11 août 2020     | 3        | Raptors de Toronto   | 23 août 2020 |
| Interceptions              | 2                | Trail Blazers de Portland | 13 août 2020     | -        | -                    | -            |
| Contres                    | 1                | 2 fois                    | 2 fois           | 1        | @ Raptors de Toronto | 17 août 2020 |
| Balles perdues             | 2                | @ Celtics de Boston       | 5 août 2020      | 1        | 2 fois               | 2 fois       |
| Minutes jouées             | 27               | @ Magic d'Orlando         | 11 août 2020     | 12       | Raptors de Toronto   | 23 août 2020 |

- Double-double : 0
- Triple-double : 0

Dernière mise à jour : 15 novembre 2020